# Bobby Jaspar
Bobby Jaspar (Luik, 20 februari 1926 - New York 28 februari 1963) was een Belgische jazzmusicus.
Bobby Jaspar leerde al heel jong piano en klarinet spelen. Later werd hij vooral beroemd met zijn tenorsax. Hij componeerde ook talrijke stukken en was een getalenteerd fluitspeler. Bij het “Bob Shots” orkest zette hij zijn eerste stappen in de jazzwereld. In 1950 ging hij naar Parijs. Halfweg de jaren 50 trok hij naar de Verenigde Staten, de bakermat van de moderne Jazz, waar hij al vlug hoog aangeschreven stond in het jazzmilieu. In 1961/1962 keerde hij voor één jaar terug naar Europa voor een hele reeks concerten en enkele plaatopnames. 
Al in zijn tienerjaren volgde Bobby Jaspar pianolessen en leerde hij klarinet spelen. Later zou hij vooral beroemd worden om zijn tenorsax, zijn uitzonderlijke improvisatievermogen en een sound die zo zacht was als die van Stan Getz. Op zijn eenentwintigste debuteerde hij samen met nog een aantal van de beste Belgische jazzmuzikanten waaronder Sadi, René Thomas en Jacques Pelzer, bij het Bob Shots orkest.
Toen jazz in het begin van de jaren 1950 een grote opleving kende in Parijs, trok Jaspar naar de lichtstad. Hij kwam er in contact met lokale muzikanten en met de top van de Amerikaanse jazzscene en leerde er ook zijn toekomstige vrouw kennen, de Amerikaanse jazzpianiste en zangeres Blossom Dearie. In geen tijd werkte hij zich op tot een van de centrale figuren van de moderne jazz. Zijn ongelooflijke saxtechniek, zijn gedurfde improvisaties, zijn lyrische vertolkingen en zijn drang naar het experimentele, oogstten overal veel bijval en hij behoorde al vlug tot de groten binnen de Europese jazz.
Halfweg de jaren 1950 trok Bobby Jaspar naar de Verenigde Staten op zoek naar de grote jazztalenten. Hij werd er met open armen en heel veel respect ontvangen en mocht er spelen met grootheden zoals Miles Davis, J.J. Johnson, Walter Fuller, Toots Thielemans, Bill Evans, Jimmy Raney en anderen. Zijn oorspronkelijke bebop inspiratie werd er geconfronteerd met talrijke andere stijlen en technieken.
In 1957 speelde hij dwarsfluit op Helen Merrills album The Nearness of You.
In 1961 kwam hij voor één jaar terug naar Europa voor een reeks concerten en enkele plaatopnames. Samen met zijn kompaan, de Belgische gitarist René Thomas vormde hij een succesvol kwintet. Bij sommige sessies werd dit uitgebreid tot een krachtig sextet met de Amerikaanse trompettist Chet Baker. Een van die sessies is trouwens vereeuwigd op de plaat “The Italian Session”, opgenomen in 1962. Aan deze plaat werkte ook de Belgische bassist Benoît Quersin mee.
Naast zijn geweldig tenorsaxspel was Bobby Jaspar ook een uitstekend componist. Hij schreef talrijke stukken die werden uitgevoerd door jazzgrootheden uit die tijd. Ook op fluit was hij een meester. Getuige daarvan is de plaat Fenilisopropilamine.
Aan zijn eindeloze zoektocht naar de perfecte sound kwam in 1963 een einde. Op 28 februari van dat jaar bezweek zijn hart. Bobby Jaspar was toen amper 37 jaar.